# باشگاه فوتبال نیگ آپاران
باشگاه فوتبال نیگ آپاران (ارمنی: Ֆուտբոլային Ակումբ „Նիգ“ Ապարան؛ انگلیسی: FC Nig Aparan) یک باشگاه فوتبال در شهر آپاران و در استان آراگاتسوتن کشور ارمنستان می‌باشد که در لیگ دسته اول فوتبال ارمنستان بازی می‌کرد. 

## تاریخچه
این باشگاه در سال ۱۹۹۰ میلادی تأسیس و در سال ۱۹۹۹ میلادی منحل شد  و در حال حاضر در سطح فوتبال حرفه‌ای فعالیتی ندارد.

## آمار لیگ
| اتحاد شوروی (۱۹۹۰ – ۱۹۹۱)                       |                               |     |      |     |       |      |        |          |     |        |      |
| فصل                                             | دسته                          | سطح | بازی | برد | تساوی | باخت | گل زده | گل خورده | +/- | امتیاز | مکان |
| ۱۹۹۰                                            | Vtoraja nizšaja liga - 2 zona | ۴   | ۱۸   | ۱۱  | ۳     | ۴    | ۴۲     | ۲۵       | +۱۷ | ۲۵     | ۱۳.  |
| ۱۹۹۱                                            | Vtoraja nizšaja liga - 2 zona | ۴   | ۳۸   | ۱۰  | ۶     | ۲۲   | ۴۶     | ۶۷       | -۲۱ | ۲۶     | ۱۸.  |
| ارمنستان (۱۹۹۲ – ۱۹۹۸)                          |                               |     |      |     |       |      |        |          |     |        |      |
| فصل                                             | دسته                          | سطح | بازی | برد | تساوی | باخت | گل زده | گل خورده | +/- | امتیاز | مکان |
| ۱۹۹۲                                            | لیگ برتر                      | ۱   | ۲۲   | ۶   | ۳     | ۱۳   | ۳۵     | ۵۲       | -۱۷ | ۱۵     | ۲۰.  |
| این باشگاه از سال ۱۹۹۳ تا سال ۱۹۹۷ غیرفعال بود. |                               |     |      |     |       |      |        |          |     |        |      |
| ۱۹۹۸                                            | لیگ دسته اول                  | ۲   | ۲۴   | ۲   | ۱     | ۲۱   | ۱۳     | ۶۷       | -۵۴ | ۷      | ۱۳.  |